# Vincent Pilloni
Vincent Pilloni (né en 1982) est un mathématicien français, spécialisé dans la géométrie algébrique arithmétique et le programme de Langlands. 

## Formation et carrière
Pilloni a étudié à l'École normale supérieure et a obtenu son doctorat en 2009 à l'université Paris 13 avec pour directeur de thèse Jacques Tilouine (de) et une thèse intitulée Arithmétique des variétés de Siegel,. 
Ses recherches portent, entre autres, sur la question de savoir comment le théorème de modularité des courbes elliptiques sur les nombres rationnels (qui a conduit à la preuve du dernier théorème de Fermat) peut être étendu aux variétés abéliennes ou aux courbes de genre plus grand. Avec Georges Boxer, Frank Calegari et Toby Gee (en), il a prouvé que les courbes de genre 2 définies sur {\displaystyle {\mathbb {Q} }} ou sur un corps totalement réel sont potentiellement modulaires, cas particulier des conjectures générales de modularité (de Fontaine-Mazur (en), Langlands, Clozel et autres); on en déduit que la fonction zêta de ces courbes admet un prolongement méromorphe à tout le plan complexe (conjecture de Hasse-Weil pour ces courbes).
Pilloni est chargé de recherche CNRS à l'École normale supérieure de Lyon (UMPA).

## Prix et distinctions
Il est chargé du cours Peccot en 2011-2012 (Variété de Hecke et cohomologie cohérente).
En 2018, il est conférencier invité, avec Fabrizio Andreatta et Adrian Iovita, au Congrès international des mathématiciens de Rio de Janeiro.  En 2018, Pilloni a reçu le prix Élie-Cartan.
En 2021, il est lauréat du prix Fermat, conjointement avec Fernando Codá Marques.

## Publications
- « Sur la théorie de Hida », Bull. Soc. math. France, vol. 140, 2012, p. 335–400.
- « Modularité, formes de Siegel et surfaces abéliennes », J. Reine Angew. Math., vol. 666, 2012, p. 35–82.
- « Prolongement analytique sur les variétés de Siegel », Duke Math. J., vol. 157, 2011, p. 167-222.
- avec Stéphane Bijakowski et Benoît Stroh: « Classicité des formes modulaires superconvergentes », Annals of Mathematics, vol. 183, 2016, p. 975–1014
- avec Fabrizio Andreatta et Adrian Iovita: « familles p-adiques de formes modulaires de cuspides », Annals of Mathematics, vol. 181, 2015, p. 623–697
- avec Andreatta et Iovita: « Le Halo spectral », Ann. Sci. ENS
- avec Andreatta et Iovita: Sur les formes de cuspides modulaires trop convergentes de Hilbert lire en ligne, Astérisque, Vol. 382, 2016, p. 163–193
- avec Benoît Stroh: Surconvergence, ramification et modularité, Astérisque, vol. 382, 2016, p. 195-266. MONSIEUR
- « Formes modulaires p-adiques de Hilbert de poids 1 », Invent. Math., vol. 208, 2017, p. 633–676.
- Cohomologie cohérente supérieure et formes modulaires p-adiques de poids singulier lire en ligne, 2017